# Жоао Вијеира (атлетичар)
Жоао Пауло Гарсија Вијеира (порт. João Paulo Garcia Vieira; Портимао Алгарве, 20. фебруар 1976) је португалски атлетичар чија је специјалност такмичење у брзом ходању.
Највећи успеси су му освајање десетог места на Олимпијским играма 2004 у Атини и Светском првенству 2009. у Берлину у дисциплини 20 км ходање, као и треће место у истој дисциплини на Европском првенству 2006 у Гетеборгу.
Његов брат близанац Сержио Вијеира је такође ходач и атлетски репрезентативац Португалије.

## Резултати са значајнијих такмичења
| Година | Такмичење                | Место                  | Резултат | Дисциплина |
| ------ | ------------------------ | ---------------------- | -------- | ---------- |
| 1998   | Европско првенство       | Будимпешта, Мађарска   | 20       | 20 км      |
| 1999   | Светско првенство        | Севиља, Шпанија        | ДК       | 20 км      |
| 2000   | Иберо-амерички првенство | Рио де Жанеиро, Бразил | 2        | 20 км      |
| 2002   | Светски куп у ходању     | Торино, Италија        | 11       | 20 км      |
| 2002   | Европско првенство       | Минхен, Немачка        | 12       | 20 км      |
| 2003   | Светско првенство        | Париз, Француска       | 17       | 20 км      |
| 2004   | Светски куп у ходању     | Наумбург, Немачка      | 17       | 20 км      |
| 2004   | Олимпијске игре          | Атина, Грчка           | 10       | 20 км      |
| 2005   | Светско првенство        | Хелсинки, Финска       | НЗ       | 20 км      |
| 2006   | Светски куп у ходању     | Ла Коруња, Шпанија     | 8        | 20 км      |
| 2006   | Европско првенство       | Гетеборг, Шведска      | 3        | 20 км      |
| 2008   | Олимпијске игре          | Пекинг, Кина           | 32       | 20 км      |
| 2009   | Светско првенство        | Берлин, Немачка        | 10       | 20 км      |
| 2010   | Европско првенство       | Барселона, Шпанија     | 3        | 20 км      |